# Lotyšsko na Letních olympijských hrách 1932
Lotyšsko se účastnilo Letní olympiády 1932 v kalifornském Los Angeles. Zastupovalo ji 5 sportovců (všichni muži) ve 2 sportech.

## Medailisté
| Medaile | Jméno        | Sport    | Soutěž           |
| ------- | ------------ | -------- | ---------------- |
| Stříbro | Jânis Dalinš | Atletika | Muži chůze 50 km |